# Antruwa
De antruwa (Solanum macrocarpon) is een plant uit de nachtschadefamilie (Solanaceae). De soort is nauw verwant aan de aubergine (Solanum melongena).
De antruwa is een glanzende bes ter grootte van een gemiddelde tomaat. Meestal zitten aan de geplukte vruchten nog het steeltje en de kelkbladeren vast. De vrucht is rond en onrijp groenachtig wit, heeft een dikke schil en een groene kern. Rijp wordt de vrucht glanzend oranjegeel of bruingeel van kleur met meestal talrijke barsten.   
De vrucht wordt onrijp gegeten. Opengesneden antruwa's worden blootgesteld aan de lucht snel bruin en moeten daarom snel worden geconsumeerd. De vrucht heeft een bittere smaak. 
De antruwa is afkomstig uit Oost-Afrika en wordt daarnaast ook in de tropen van Zuid-Amerika gekweekt.
De onrijpe vruchten die in Nederland worden verkocht, zijn meestal afkomstig uit Suriname. De vrucht wordt veel in de Surinaamse keuken gebruikt.
... · 
S. bauerianum · 
S. crispum · 
S. dulcamara (Bitterzoet) · 
S. jasminoides (Klimmende nachtschade) · 
S. lycocarpum · 
S. lycopersicum (Tomaat) · 
S. macrocarpon (Antruwa) · 
S. melongena (Aubergine) · 
S. muricatum (Pepino) · 
S. nigrum (Zwarte nachtschade) · 
S. nigrum subsp. schultesii (Beklierde nachtschade) · 
S. physalifolium (Glansbesnachtschade) · 
S. quitoense (Lulo) · 
S. sodomaeum (Sodomsappel) · 
S. sessiliflorum (Orinoco-appel) · 
S. triflorum (Driebloemige nachtschade) · 
S. tuberosum (Aardappel) · 
S. uporo (Kannibaaltomaat) · 
S. villosum (Donsnachtschade) · 
S. wendlandii (Costa Ricaanse nachtschade) · 
...